# Édouard Vasseur
 (juillet 2025).
Motif : notoriété à démontrer par des sources secondaires indépendantes
- Archive Wikiwix
- Bing
- Cairn
- DuckDuckGo
- E. Universalis
- Gallica
- Google
- G. Books
- G. News
- G. Scholar
- Persée
- Qwant
- (zh) Baidu
- (ru) Yandex
- (wd) trouver des œuvres sur Wikidata

| 1. | Préciser le motif de la pose du bandeau. | Précisez le motif de la pose du bandeau en utilisant la syntaxe suivante : {{admissibilité à vérifier\|date=juillet 2025\|motif=remplacez ce texte par le motif}}                    |
| 2. | Informer les utilisateurs concernés.     | Pensez à avertir le créateur de l'article, par exemple, en insérant le code ci-dessous sur sa page de discussion : {{subst:avertissement admissibilité à vérifier\|Édouard Vasseur}} |

Édouard Vasseur, né le 16 février 1976 à Ris-Orangis (Essonne), est un archiviste, enseignant-chercheur et historien français.
Archiviste paléographe, il est directeur d'études à l’École nationale des chartes où il enseigne l’histoire des institutions, la diplomatique et l'archivistique contemporaines depuis 2019, après avoir exercé comme conservateur du patrimoine aux Archives nationales françaises et dans différents ministères (Affaires étrangères, Culture, Défense).

## Biographie

### Formation
Édouard Vasseur est admis troisième sur dix-huit à l'École nationale des chartes à l'issue du concours d'entrée de 1996 (section A). Il y obtient le diplôme d'archiviste paléographe en 2001 après avoir soutenu une thèse d'établissement intitulée L’Exposition universelle de 1867 : apothéose du Second Empire et de la génération de 1830. Major ex aequo de sa promotion, il reçoit le prix Auguste Molinier « destiné à récompenser la meilleure thèse ».
Il est ensuite admis à l'École du patrimoine le 1er janvier 2001 dont il sort conservateur du patrimoine en 2002.
Au cours de sa scolarité, il effectue des stages à la direction régionale des affaires culturelles (DRAC) de Normandie, aux Archives départementales de la Savoie, aux archives du Crédit Lyonnais, à la bibliothèque numérique Gallica de la Bibliothèque nationale de France et aux Archives nationales du Canada.

### Carrière professionnelle
Édouard Vasseur est nommé conservateur au Centre des archives contemporaines des Archives nationales de France, à Fontainebleau, le 1er juillet 2002. En 2005, il obtient un doctorat en histoire à l'Université Paris-Sorbonne avec une thèse intitulée L'exposition universelle de 1867 à Paris : analyse d'un phénomène français au XIXe siècle et rédigée sous la direction de Dominique Barjot. Il est également membre fondateur de l'association Archivistes sans frontières, et son premier secrétaire général de 2005 à 2017.
Il est nommé responsable de la mission Archives au ministère de la Culture à compter du 1er août 2006. Le 3 septembre 2012, il est nommé à la direction des Patrimoines, de la Mémoire et des Archives du ministère de la Défense en tant qu'adjoint à la cheffe de projet Archivage et maîtrise du cycle de vie de l’information. Il est ensuite nommé responsable du programme interministériel (Affaires étrangères, Culture, Défense) d’archivage numérique Vitam en 2015.
Le 1er octobre 2019, Édouard Vasseur est nommé directeur d'études à l’École nationale des chartes, sur la chaire d'histoire des institutions, de diplomatique et d'archivistique contemporaines, où il succède à Christine Nougaret.

## Publication
- L'Exposition universelle de 1867 - L'apogée du Second Empire, Perrin, 2023, 368 p.  (ISBN 978-2-262-09437-9)

## Distinctions

### Prix
- Prix Auguste Molinier « destiné à récompenser la meilleure thèse » d'établissement de l'École nationale des chartes (ex aequo, 2001)[2].
- Prix Mérimée de la meilleure thèse portant sur le Second Empire[10].

### Décoration
- Chevalier de l'ordre des Arts et des Lettres en 2012[11].